# Petrochelidon pyrrhonota
La golondrina risquera (Petrochelidon pyrrhonota), también denominada golondrina alfarera, golondrina de farallón, golondrina grande, golondrina de rabadilla canela y golondrina gorginegra, es una especie de ave de la familia Hirundinidae que se distribuye por casi toda América.

## Descripción
Mide unos 13 cm, y pesa 20 g. Se puede distinguir por su espalda listada, su garganta oscura y su rabadilla anteada.
Tienen la frente blancuzca, la espalda y coronilla azul lustroso, el pecho es café grisáceo, y la parte baja del pecho y el abdomen son de color blanco, con el pico y las patas negros.
Alcanzan la madurez sexual al año de vida, ponen 4 huevos por nidada, que incuban en 14 días. Viven hasta los 11 años.

## Distribución
Tiene un extenso territorio de 12.000.000 km², que cubre casi 50 países.
Su población se ha estimado en casi 90 millones de individuos, y no se cree que la población esté declinando de manera peligrosa.